# Добрынин, Андрей Владимирович
Андре́й Влади́мирович Добры́нин (17 июля 1957, Москва — 8 октября 2023, Москва) — русский поэт, прозаик, переводчик. Член Союза писателей Москвы и Союза писателей России.

## Биография
Андрей Добрынин родился в Москве 17 июля 1957 года, сын экономиста Владимира Добрынина.
В 1979 году окончил Московскую сельскохозяйственную академию (МСХА) имени Тимирязева (экономический факультет). Окончил также аспирантуру МСХА по специальности «политическая экономия», защитил диссертацию (1985), семь лет преподавал.
Стихи и прозу писал с детства, но, несмотря на благосклонные отзывы окружающих и даже известных литераторов (Владимира Солоухина, например), его попытки поступить в Литературный институт либо просто опубликоваться успеха не имели. Причину этого лучше всего объяснил один из рецензентов Добрынина: «При всем своём формальном совершенстве стихи Добрынина лежат вне главной традиции русской литературы, развивающейся в русле добра и сострадания». Насчёт наличия или отсутствия в произведениях Добрынина тех или иных моральных качеств можно было бы и поспорить, но несомненно одно: такие произведения очень сложно представить себе на страницах советской прессы либо в планах советских издательств (и это при том, что диссидентом Добрынин никогда не был).
В 1988 году Добрынин познакомился с Вадимом Степанцовым, который в конце того же года вместе с Виктором Пеленягрэ задумал создать новое литературное течение — куртуазный маньеризм. Зная о том, что у Добрынина уже написан ряд стихотворений в куртуазном духе, Степанцов предложил ему вступить в Орден куртуазных маньеристов — объединение поэтов «нового сладостного стиля». В Ордене Добрынин носил звание Великого Приора. Куртуазных маньеристов начинают охотно публиковать, на них возникает мода, чередой идут успешные концерты, и таким образом Добрынин наконец становится публикуемым поэтом. Он является участником всех совместных книг Ордена (вплоть до раскола последнего в 2003 году таковых книг вышло десять, причём издателем почти всех стал герой этой статьи).
Однако большинство стихотворений Добрынина, в том числе и иронических, далеко от всякой куртуазности — черёд таких стихов наступил в 1994 году, когда одна за другой стали выходить сольные книги Добрынина. На сегодняшний день их опубликовано семнадцать, а в 2009 году Добрынин свёл их в три толстых тома и с исправлениями переиздал в элитарном издательстве «Водолей». Добрынин опубликовал также семь романов, две книги переводов (Окро Окрояна — с армянского и Детлева фон Лилиенкрона — с немецкого), а также множество стихотворных и прозаических произведений в периодике. После раскола Ордена Добрынин создал Общество куртуазных маньеристов.
В 2012 году награждён медалью имени Н. В. Гоголя Союза писателей России.
Скончался 8 октября 2023 года в Москве после перенесённого инсульта. Прах захоронен на Митинском кладбище.

## Фильмография
- 1992 — «За брызгами алмазных струй»

## Дискография
1. Андрей Добрынин, стихи. Том 1. Читает автор. «King Size Production», Краснодар, 2006 г.
2. Андрей Добрынин, стихи. Том 2. Читает автор. «King Size Production», Краснодар, 2006 г.
3. «Восточные сказки», стихи. Андрей Добрынин и Константэн Григорьев. Читают авторы. Два диска и книга текстов в одной упаковке. «King Size Production», Краснодар, 2010 г.

## Ссылки

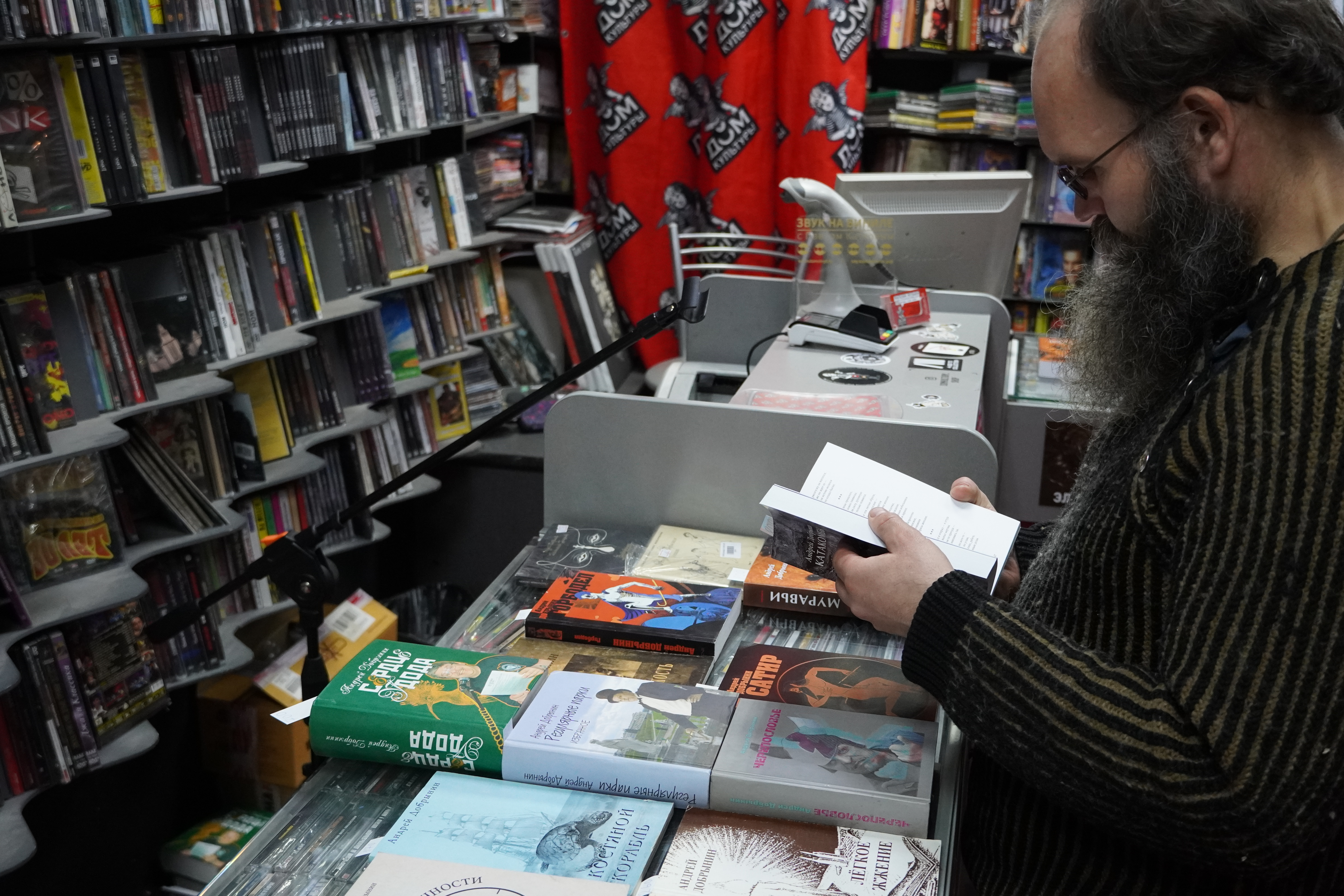
Книги Андрея Добрынина